# Money (canção de Cardi B)
"Money" é uma canção gravada pela rapper americana Cardi B. Lançada em 23 de outubro de 2018, por intermédio da Atlantic Records, foi escrita por Cardi B e produzida por J. White Did It. A canção foi apresentada no Grammy Awards de 2019, com a participação da pianista Chloe Flower.

## Antecedentes
Em 22 de outubro de 2018, Cardi B anunciou que o single seria lançado na quinta-feira seguinte. No entanto, a música foi lançada dois dias antes devido a um vazamento. A obra de arte da capa do single mostra Cardi posando em luvas compostas por relógios de ouro e um chapéu dourado com franjas de corrente.

## Composição
"Money" é um número de New York hip hop, com Cardi tocando uma batida despojada, tons graves e notas de piano. Liricamente, ela celebra a estabilidade financeira.

## Recepção crítica
Escrevendo para a Rolling Stone, Jon Blistein comentou que "Money" possui uma batida impressionante, porém simples, construída em torno de tambores de trap e fortes toques de piano e gancho memorável". Carl Lamarre, da Billboard, opinou que a música "mostra Cardi correndo de volta às raízes da mixtape, flexionando uma rima de aço ao longo de uma batida estrondosa". Tom Breihan, do Stereogum, escreveu: "esse é exatamente o tipo de música que Cardi B deveria estar fazendo agora. É duro e imediato, e projeta o mesmo desdém maior que a vida que fez Cardi parecer uma revelação em "Bodak Yellow" há mais de um ano". Stephen Kearse, da Pitchfork, considerou a faixa "familiar, mas divertida" e acrescentou: "Cardi continua sendo um escritor direto e parcimonioso, comparando as idéias com sua essência". A revista Complex listou a música entre os melhores lançamentos da semana, com a editora Carolyn Bernucca elogiando a letra.

## Vídeo musical
Histórico e sinopse 
No início de dezembro de 2018, Cardi lançou o videoclipe em suas páginas de mídia social. O vídeo dirigido por Jora Frantzis estreou em 21 de dezembro de 2018.
O videoclipe começa com uma dançarina balançando hipnoticamente em torno de um poste invisível. Cardi faz sua primeira aparição em um vestido preto e branco, que ela usa com um capacete de inspiração futurista, semelhante a uma auréola, em uma sala de estilo do velho mundo. Ela está cercada por um grupo de mulheres em cintas-ligas, fascinadores negros e blazers abertos, mostrando os mamilos. Cardi aparece como uma estátua em uma caixa de vidro, sendo admirado por participantes ricos. A caixa de vidro está cercada por várias de suas roupas anteriores em exibição. Ela também interpreta um pianista nu e uma mãe que amamenta na alta costura. Na cena seguinte, uma equipe de mulheres toma conta do banco, enquanto Cardi aparece em um biquíni coberto de jóias em um cofre. A cena então se muda para o clube de strip-tease, com a rapper vestindo um espartilho de couro preto exibindo alguns movimentos no mastro e dólares voando ao seu redor. Ela também aparece como parte da platéia da boate, usando uma versão maciça de um chapéu inclinado.
Os looks na cena do quarto no estilo do velho mundo e no cofre do banco foram inspirados pela sessão de fotos de Thierry Mugler em 1999 na Playboy e pela apresentação de Lil' Kim no MTV Video Music Awards de 1997, respectivamente. Até março de 2019, o vídeo já havia recebido mais de 53 milhões de visualizações.

### Recepção crítica
Na Rolling Stone, Charles Holmes opinou que o vídeo "é um monumento à celebração e à sobrecarga opulenta [...] As metáforas não são sutis. Em suma, "Money" mostra todas as personalidades, personagens e histórias que fizeram Belcalis tão atraente em 2018". Rachel Hahn, da Vogue, descreveu o vídeo como "um catálogo completo dos momentos mais exagerados da moda de Cardi até agora". Ao escrever para Consequence of Sound, Lake Schatz disse que o clipe "faz uma viagem aparentemente banal ao banco e transforma-o na aventura mais sensual e luxuosa, completa com acrobacias sexuais e a própria Cardi servindo uma roupa magistral após a outra". Ele acrescentou ainda "de alguma forma, tornou-se um elegante clube de strip e museu de arte francês, tudo em um, esse é o cenário do [vídeo]". Nick Romano, da Entertainment Weekly, observou que Cardi "mostra seu início como stripper em Nova York". Dayna Haffeden, da XXL, sentiu que "mostra ela como verdadeira definição de chefe", enquanto Erica Gonzales, do Harper's Bazaar, sentiu que os visuais "ostensivos e sutis" estão "cheios de momentos épicos". Katherine Cusumano da revista W, considerou o vídeo "brilhante" e observou a primeira cena de Cardi no vídeo com o grupo de mulheres como "o olhar masculino tantas vezes visto nos videoclipes — especialmente vídeos de rap — dessa vez de forma invertida".

## Performance ao vivo
Cardi B fez a primeira apresentação televisionada de "Money" no Grammy Awards de 2019. A pianista Chloe Flower abriu o número, seguida por Cardi em um macacão estampado de tigre e uma jaqueta roxa até o chão, no topo de um conjunto de risers feitos como sofás de vinil lilás, antes de tomar seu lugar no piano. Ela fechou a apresentação usando um grande leque de penas de pavão. O visual é da coleção de alta costura de 1995, Mugler, originalmente exibida no 20º aniversário da casa de moda francesa.
Ao escrever para a Rolling Stone, Brittany Spanos observou que "a rapper abraçou sua dançarina interior durante uma apresentação exuberante ... o set teve toques de carisma de Las Vegas enquanto ela pulava no piano deslumbrante e depois dançava na frente de um fã com grande leque de penas de pavão". Na Billboard, Taylor Weatherby escreveu: "a performance colocou a angústia de Cardi em primeiro plano enquanto ela atravessava o palco, com nenhum brilho e coreografia tirando sua impressionante performance vocal".

## Prêmios e indicações
| Ano  | Ceremony                | Categoria                  | Resultado | Ref.   |
| ---- | ----------------------- | -------------------------- | --------- | ------ |
| 2019 | BET Awards              | Vídeo do Ano               | Indicado  | [ 28 ] |
| 2019 | BET Hip Hop Awards      | Melhor Vídeo de Hip Hop    | Venceu    | [ 29 ] |
| 2019 | BET Hip Hop Awards      | Single do Ano              | Indicada  | [ 29 ] |
| 2019 | MTV Video Music Awards  | Melhor Hip-Hop             | Venceu    | [ 30 ] |
| 2019 | Soul Train Music Awards | Prêmio Rhythm & Bars Award | Venceu    | [ 31 ] |

## Lista de faixas
| Download digital |         |         |  |
| N.º              | Título  | Duração |  |
| 1.               | "Money" | 3:03    |  |

## Desempenho nas tabelas musicais

### Tabelas semanais
| Tabela musical (2018–19)               | Melhor posição |
| -------------------------------------- | -------------- |
| Alemanha (GfK Entertainment Charts)    | 14             |
| Austrália (ARIA Charts)                | 65             |
| Bélgica (Ultratop 50 de Flandres)      | 23             |
| Canadá (Canadian Hot 100)              | 30             |
| Escócia (OCC)                          | 66             |
| Eslováquia (IFPI Slovenská Republika)  | 76             |
| Estados Unidos (Billboard 100)         | 13             |
| Estados Unidos (Hot R&B/Hip-Hop Songs) | 7              |
| Estados Unidos (Rhythmic Top 40)       | 2              |
| Grécia (Greece Digital Songs)          | 15             |
| Irlanda (IRMA)                         | 35             |
| Lituânia (AGATA)                       | 49             |
| Nova Zelândia (Recorded Music NZ)      | 36             |
| Reino Unido (UK Singles Chart)         | 35             |
| Reino Unido (UK R&B Chart)             | 17             |
| Suécia (Sverigetopplistan)             | 9              |

| Tabela musical (2019)                  | Posição |
| -------------------------------------- | ------- |
| Canadá (Canadian Hot 100)              | 38      |
| Estados Unidos (Hot R&B/Hip-Hop Songs) | 18      |
| Estados Unidos (Rhythmic)              | 22      |

## Vendas e certificações
| Região                                                       | Certificação | Vendas     |
| ------------------------------------------------------------ | ------------ | ---------- |
| Canadá (Music Canada)                                        | Platina      | 80,000‡    |
| Estados Unidos (RIAA)                                        | 3× Platina   | 3,000,000‡ |
| Reino Unido (BPI)                                            | Prata        | 200,000‡   |
| ‡vendas+valores de streaming baseados apenas na certificação |              |            |